# Kirchenruine Ramelow

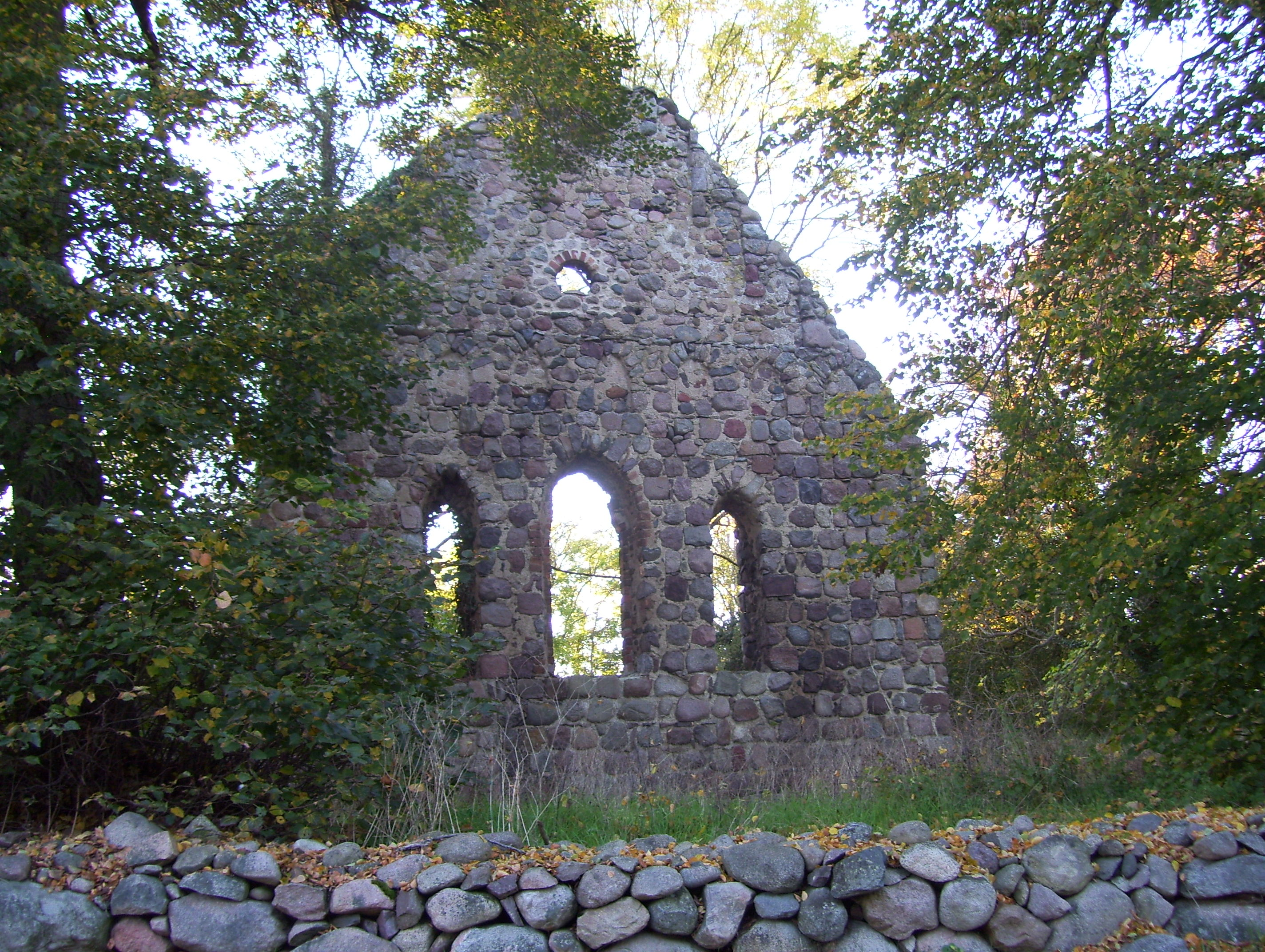
Kirchenruine Ramelow

Die Kirchenruine Ramelow befindet sich im Ortsteil Ramelow der Stadt Friedland (Mecklenburg) im Landkreis Mecklenburgische Seenplatte.
Die Kirche von Ramelow wurde um die Mitte des 13. Jahrhunderts errichtet. Sie war Filialkirche der Kirche von Salow. 1883 war das Gebäude in einem Messtischblatt als Ruine markiert.
Der Bau wurde aus Feldstein errichtet. Während der Ostgiebel relativ gut erhalten ist, sind vom aufgehenden Mauerwerk des Kirchenschiffs nur niedrige Teile erhalten. Bei Innenabmessungen von 14,5 Metern Länge und 7,25 Metern Breite beträgt die Wandstärke 1,25 Meter. Im Ostgiebel sind romanische Formen erkennbar, wobei die Öffnungen der Dreifenstergruppe zu stumpfen Spitzbogen abgewandelt sind. Die Außenfronten der zweischaligen Mauern wurden mit Feldsteinquadern verblendet.